# Сьерра (округ, Калифорния)
Сье́рра (англ. Sierra County) — округ на северо-востоке центральной части штата Калифорния, США. Население округа по данным переписи 2010 года составляет 3240 человек. Административный центр — Даунивилл.

## История
Округ был образован в 1852 году путём выделения территории из округа Юба. Получил своё название от гор Сьерра-Невада.

## География
Общая площадь округа равняется 2490 км², из которых 2470 км² составляет суша и 20 км² — водные поверхности.
Граничит с калифорнийскими округами Невада (на юге), Юба (на западе), Плумас (на севере) и Лассен (на северо-востоке), а также с округом Уошо штата Невада (на востоке).

## Население
По данным переписи 2000 года, население округа составляет 3555 человека. Плотность населения равняется 1,4 чел/км². Расовый состав округа включает 94,2 % белых; 0,2 % чёрных или афроамериканцев; 1,9 % коренных американцев; 0,2 % азиатов; 0,1 % выходцев с тихоокеанских островов; 1,0 % представителей других рас и 2,5 % представителей двух и более рас. 6,0 % из всех рас — латиноамериканцы.
Из 1520 домохозяйств 27,6 % имеют детей в возрасте до 18 лет, 53,1 % являются супружескими парами, проживающими вместе, 7,9 % являются женщинами, проживающими без мужей, а 35,1 % не имеют семьи. 29,0 % всех домохозяйств состоят из отдельно проживающих лиц, в 11,5 % домохозяйств проживают одинокие люди в возрасте 65 лет и старше. Средний размер домохозяйства составил 2,32, а средний размер семьи — 2,83.
В округе проживает 23,3 % населения в возрасте до 18 лет; 4,8 % от 18 до 24 лет; 24,0 % от 25 до 44 лет; 30,2 % от 45 до 64 лет и 17,7 % в возрасте 65 лет и старше. Средний возраст населения — 44 года. На каждые 100 женщин приходится 102 мужчины. На каждые 100 женщин в возрасте 18 лет и старше приходится 97,9 мужчин.
Средний доход на домашнее хозяйство составил $35 827, а средний доход на семью $42 756. Доход на душу населения равен $18 815.
Динамика численности населения по годам:
| 1950 | 1960 | 1970 | 1980 | 1990 | 2000 | 2010 |
| ---- | ---- | ---- | ---- | ---- | ---- | ---- |
| 2410 | 2247 | 2365 | 3073 | 3318 | 3555 | 3240 |